# Masalia nigrifasciata
Masalia nigrifasciata är en fjärilsart som beskrevs av George Francis Hampson 1903. Masalia nigrifasciata ingår i släktet Masalia och familjen nattflyn. Inga underarter finns listade i Catalogue of Life.